# Танеґасіма (вогнепальна зброя)
Танеґасіма (яп. 種子島), іноді хінавадзю (яп. 火縄銃 — «ґнотова рушниця») — старовинна японська вогнепальна зброя з ґнотовим замком. Через ізоляцію Японії залишалася єдиною вогнепальною зброєю японців протягом багатьох століть.

## Історія
Танеґасіма — це японський «клон» португальської аркебузи, купленої в португальських моряків. В 1542 або 1543 році китайська джонка з декількома португальцями на борту була віднесена штормом  до острова Танеґасіма. Антоніу да Мота, що був на борту джонки познайомив японців з тогочасними португальськими аркебузами, які викликали у японців захват. Після усвідомлення переваг португальської зброї місцевий князь купив у них дві рушниці. Скопіювавши їх, японці створили власні зразки, названі на честь острова. Це була перша вогнепальна зброя стародавньої Японії. Незабаром японці вдосконалили ударно-спусковий механізм, після чого почалося масове виробництво. Ця зброя активно застосовувалося в японсько-корейській війні та локальних конфліктах. Після початку ізоляції Японії вона без зміни проіснувала до середини XIX століття.

## Частини танеґасіми
- Сіба-хікіґане — захист приклада
- Хікіґане — спусковий гачок
- Каракурі — замок
- Дзіїта — пластинка
- Юодзінтецу — спускова скоба
- Бію — заклепка
- Хінава Тоусі Ана — отвір для ґнота
- Хадзікі Ґане — пружина
- Дуґане — кільце приклада
- Хібасамі — курок
- Амаой — захист ствола
- Хібута — кришка полиці
- Хідзара — полиця
- Дай — приклад
- Цуцу — ствол
- Мото Маете — приціл
- Уденукі — отвір для ременя (антабка)
- Нака Маете — цілик
- Мекуґі Ана — отвір для заклепки
- Сакі Маете — мушка
- Карука — шомпол
- Суґуті — дуло